# Зажека (Люблінське воєводство)
Зажека (пол. Zarzeka) — село в Польщі, у гміні Вонвольниця Пулавського повіту Люблінського воєводства.
Населення — 563 особи (2011).

## Демографія
Демографічна структура станом на 31 березня 2011 року:
|          | Загалом | Допрацездатний вік | Працездатний вік | Постпрацездатний вік |
| -------- | ------- | ------------------ | ---------------- | -------------------- |
| Чоловіки | 283     | 67                 | 193              | 23                   |
| Жінки    | 280     | 62                 | 163              | 55                   |
| Разом    | 563     | 129                | 356              | 78                   |